# ニック・オブ・タイム (曲)
「ニック・オブ・タイム」（Nick of Time）は、ボニー・レイットが1989年に発表した楽曲。本作品により、レイットは第32回グラミー賞で最優秀女性ポップ・ボーカル・パフォーマンス賞を獲得した。

## 概要
レイットはカリフォルニア州のメンドシーノにあるキャビンで静養していたときに「ニック・オブ・タイム」のほとんどを書いた。そのキャビンでランプにマイクを吊るし、4トラックのカセットレコーダーで一人でデモを録音した。ギターのほかに、ポータブルのエレクトリックピアノと古いドラムマシンの音が重ねられた 。
歌詞は「私の友だちが夜に泣いている／そして彼女は私に電話をかける」という言葉から始まる。一番目のヴァースは、子供を産むことを願いながら中年にさしかかり、深く心が傷ついた友人との会話から生まれた。レイットはこう語っている。「彼女は言っていた。行くところどこでも赤ちゃんが目に入るのだと。それで彼女は食料雑貨店では抑えきれずに泣き出してしまった」
二番目のヴァースは、車で寝泊まりしながら旅行に出かける年老いた父親にインスパイアされて生まれたという。レイットは説明する。「父親が老けていくのをこの目で見ながら、年をとることが肉体にどんな影響を与えるかを私も実感しないではいられなかった。『時間』という考えそのもの、年をとるにつれ時間がどれだけ貴重なものであるかということ、これこそが私が書くべきものだと気づいた」
曲は終盤でこう歌われる。「あなたは私の心をもう一度開いてくれた／実に驚くべきことに／ダーリン、私はぎりぎりのところで愛を見つけた」
ドン・ウォズのプロデュースの下、ロサンゼルスのレコード・プラント・スタジオやキャピトル・スタジオで、アルバムのレコーディングは行われた。アルバムの表題曲「ニック・オブ・タイム」のパーソネルは以下のとおり。ボニー・レイット（リード・ボーカル、エレクトリックピアノ）、マイケル・ランドウ（ギター）、ジェームス・ハチンソン（ベース）、リッキー・ファタール（ドラムズ、パーカッション）、パウリーニョ・ダ・コスタがコンガで、デヴィッド・ウォズとドン・ウォズ（バッキング・ボーカル、二人のクレジットはSir Harry Bowens）、アーノルド・マカラー（バッキング・ボーカル）。
1989年3月21日にアルバム『ニック・オブ・タイム』が発売され、1曲目に収録された。
1990年2月21日、第32回グラミー賞が開催。レイットは本作品により、最優秀女性ポップ・ボーカル・パフォーマンス賞を獲得した。
同年5月19日にシングルカットされる。ビルボード・Hot 100は92位とふるわなかったものの、アダルト・コンテンポラリー・チャートでは10位を記録した 。

## カバー・バージョン
- エセル・エニス - 1998年のアルバム『If Women Ruled the World』に収録。
- ピーター・コックス - 2003年のアルバム『Reborn in the USA』に収録。
- アーノルド・マカラー -2011年のアルバム『Soon As I Get Paid』に収録。
- レイク・ストリート・ダイヴ - 2022年3月10日、バスルームで演奏した映像を配信[5]。その後、正式に録音したバージョンを7月15日に配信した[6]。